# Banana (Quiribáti)
Banana é uma vila de Kiribati, país localizado no continente da Oceânia, a vila mais precisamente, está situada na ilha de Quiritimati e no arquipélago das Espórades Equatoriais  ou "ilhas da linha".
Em 2010, sua população era de 955 habitantes. Já em 2020, sua população era de 1.459. Apesar de ser uma cidade famosa na internet pelo seu nome, ainda não se sabe o motivo por trás do seu nome peculiar e chamativo.
A Vila de Banana Consta com uma Igreja, uma Escola Pública denominada Conbiem, e não menos importante, o Aeroporto Internacional de Cassidy, um aeroporto de pequeno porte e que não oferece serviço Wi-Fi nem serviço de Táxi. O Hotel mais próximo (Captain Cook) fica localizado a 6 km do Aeroporto, que nas suas proximidades contém um Restaurante e uma loja de conveniência.
Além da Vila de Banana, Kiritimati contém outras vilas. Como a vila de Poland, a vila de London, a de Paris (abandonada) e a de Tabwakea, sendo a maior de todas.